# Tigres de mer
Cet article possède un paronyme, voir Le Tigre des mers.
Les Tigres de mer sont la faction marine du groupe indépendantiste LTTE. Leurs principales bases se trouvaient à Mullaitivu. Leur chef était le Colonel Soosai. Ils possédaient beaucoup de bateaux en fibre de verre pour les patrouilles ainsi que 26 patrouilleurs de la marine gouvernementale et un navire cargo.